# Dentitegumia afghanella
Dentitegumia afghanella är en fjärilsart som beskrevs av Hans Georg Amsel 1970. Dentitegumia afghanella ingår i släktet Dentitegumia och familjen mott. Inga underarter finns listade i Catalogue of Life.